# Шумскас
Шумскас (лит. Šumskas) — местечко на юго-востоке Литвы, восточнее Вильнюса, расположен у границы с Белоруссией. По городку названа недействующая железнодорожная платформа Шумскас на линии Минск — Калининград, находящаяся с 2004 года в буферной зоне железнодорожного погранперехода Гудогай — Кяна.
В составе городка выделяются 3 самоуправления (Яунимо, Пасиенио, Шумск).

## История

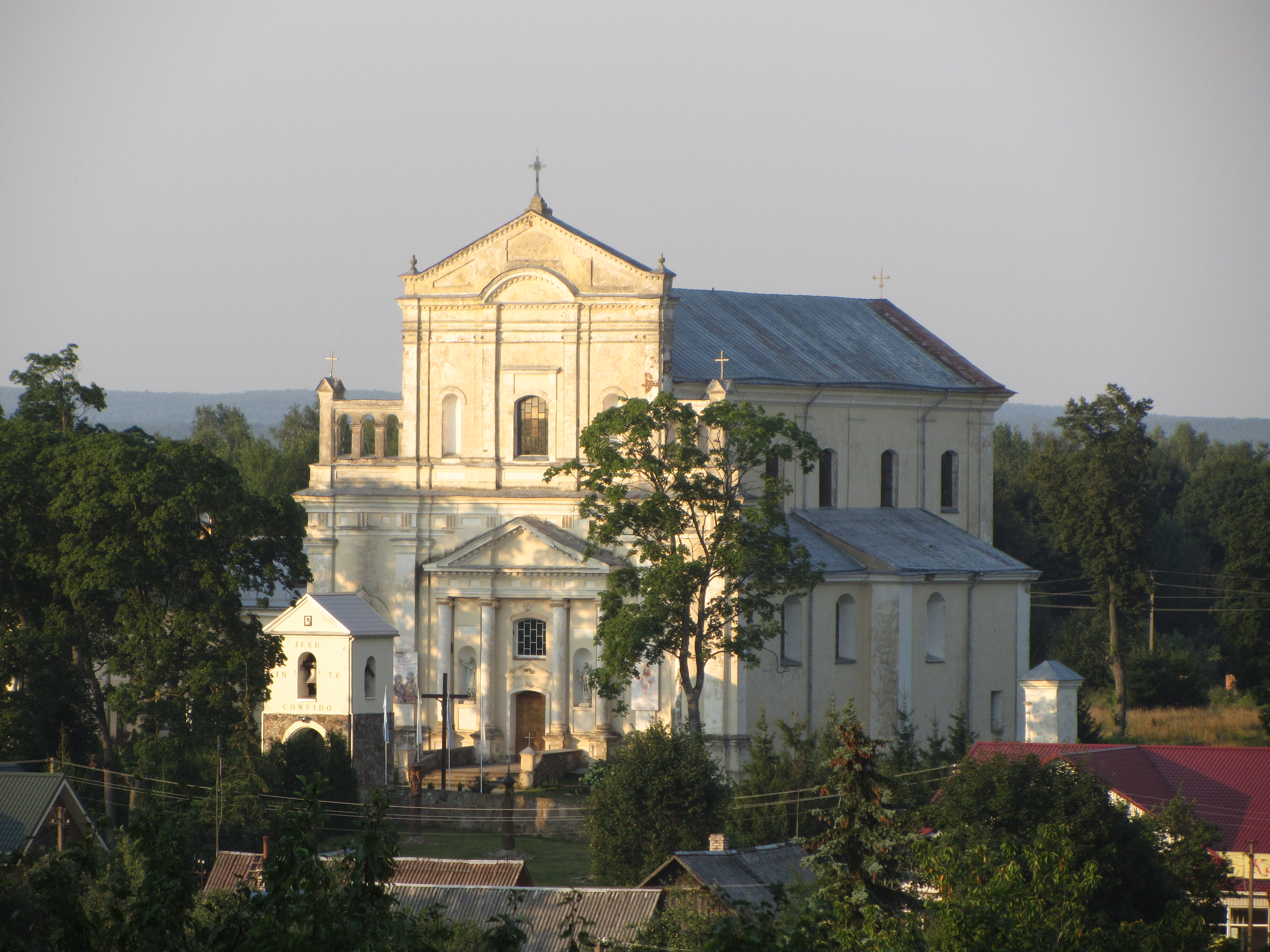
Костёл в Шумске

Согласно версии литовских исследователей, до конца XVII века назывался Поляны (лит. Laukininkai). В 1696 году получил своё современное название по фамилии землевладельца Николая Шумского.
При этом известно упоминание города Шюмескъ в «Списке русских городов дальних и ближних», составленном в конце XIV — нач. XV вв. Город упомянут в данном списке в разделе «литовские города».
Численность населения по состоянию на 2001 год составила 998 человек.